# Miraflores (Boyacá)
Miraflores es un municipio colombiano, capital de la provincia de Lengupá, en el departamento de Boyacá.

## Toponimia

### Origen lingüístico[4]
- Familia lingüística: Indoeuropea
- Lengua: Latín

### Significado
La palabra miraflores significa “admirar la fecundidad de las flores bellas”, “admiración de lo que tiene forma, proprción y equilibrio de tonos”, y es la forma plural de miraflor.
Mirar, acción que proviene del vocablo latino mirari que significa "asombrarse, extrañar, admirar, contemplar", y que representa, adecuadamente, la acción de "contemplar, indagar, revisar". El latín mirari también significa "prodigio y milagro, sentir sorpresa", este sentido se relaciona con los vocablos latinos miro-mirare-miror-mirus, que califican algo como "admirable y maravilloso". Todas estas acepciones provienen de la raíz latina mi que significa "reír, reírse, sonreírse, admirarse, asombrarse, quedar atónito"
Flores es el plural de flor, términos que nace de los vocablos latinos flos-floris-florir y del acaísmo flor; estas, son variaciones del griego eidos-eos-tó que significa "forma, lo que tiene forma, proporción y equilibrio de tonos".

### Origen / Motivación
El nombre de Miraflores tiene relación con el bello paisaje de la región de los ocobos, los cámbulos, y demás flores que se encuentren en ese lugar. Este nombre lo tomaron de un lugar cercano a la ciudad de Burgos (España), tierra del Cid Campeador.
Antes de la llegada de los españoles, la parte alta del actual municipio fue habitada por los muiscas y el resto por los indígenas Teguas, de lengua arahuaca. En 1537 conquistadores españoles visitaron por primera vez la región y esa zona era conocida como Lengupá.

### Nombres históricos
- Lengupá (Descubriemiento y la Conquista/Colonia)

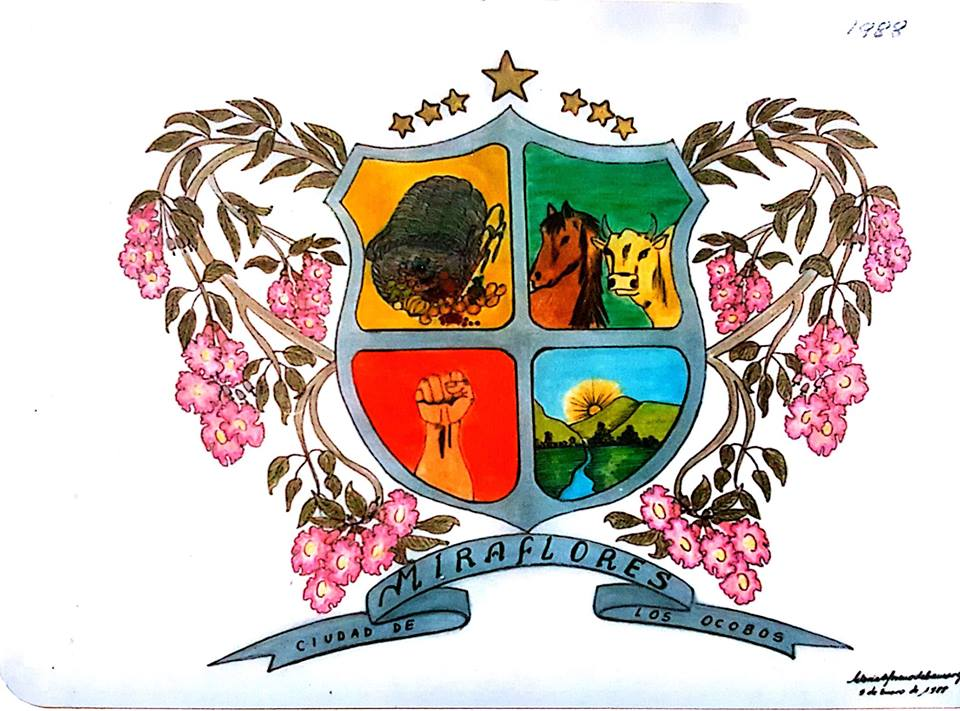

## Historia
Antes de la llegada de los españoles, la parte alta del actual municipio fue habitada por los muiscas y el resto por los indígenas Teguas, de lengua arahuaca. En 1537 conquistadores españoles visitaron por primera vez la región. 
Desde 1598, los jesuitas establecieron misiones, la primera en la Hacienda Berbeo y la segunda en la Hacienda Lengupá. Hacia 1639 se comenzaron a establecer colonos. Una parroquia se creó el 16 de diciembre de 1743 y fue reconocida el 29 de diciembre de 1777.
Al establecerse las Provincias Unidas de Nueva Granada, la provincia de Tunja aprobó la Constitución de Miraflores, en 1811. En 1814 dentro del régimen centralista, fue incorporada al departamento del Sur. Desde 1843 hizo parte del al cantón de Garagoa y en 1905 se le designó como capital de la provincia de Lengupá.

## Geografía
Miraflores limita por el oriente con Berbeo; por el sur con Campohermoso; por el suroriente con Páez; por el norte con Zetaquirá y por el occidente con Chinavita y Garagoa
El territorio es montañoso y hace parte de la Cordillera Oriental de los Andes colombianos. Los principales ríos son el Lengupá y sus afluentes, el Rusa y el Tunjita. Se encuentran algunas lagunas, como La del Morro, ubicada en la Vereda de Morro Arriba y la del Ramo, ubicada en la Vereda de Hato, y varias quebradas como la de Suna, Ramo, La Laja, La Mocacía, La Arrayanera, La Sucia, La Potrerana, El Morro, Quebradahonda, Quebrada del Medio y Quebradahonda en Tunjita, y cascadas como las de La Mocacía, El Hombligo, Las Guacamayas, y Agua Blanca. En la parte alta están las reservas naturales del cerro Mama Pacha y de la cuchilla de Sucuncuca.
El Municipio está situado al sur Oriente del Departamento de Boyacá, a 1.432 m s. n. m., en la región Andina de Colombia, y comprende zonas predominantemente montañosas que forman parte de la Cordillera Oriental y del piedemonte llanero boyacense. Esta posición hace que el clima varíe entre los 15-32 grados; su clima promedio es de 24 grados en el casco urbano; en la zona rural es muy variado ya que cuenta con cuatro pisos térmicos: Páramo, frío, medio cálido, temperatura mínima 13 grados en las partes altas de montaña Máxima de 35 grados en las costas y valles del río Lengupá.
La temporada de lluvia es de abril a principios de agosto, normalmente. Por estar en la cordillera oriental, chocan contra la región las nubes provenientes del Atlántico, traídas por los vientos alisios. Por esta razón, la época de lluvia puede ser muy intensa. Esto hace que el recurso hídrico permanezca durante todo el año y a su vez la flora y la fauna sean abundantes.

## Economía
Es fundamentalmente agrícola y ganadera. Produce café, maíz, caña panelera, yuca, plátanos, ají, calabazas, lulo, tomate, tomate de árbol, pitaya, uchuva, granadilla y chamba. Es importante la ganadería bovina. Hay algunas pequeñas industrias y microempresas que fabrican dulces, confecciones y muebles y se están desarrollando las actividades turísticas. En el municipio se encuentran numerosos hoteles.

### Comercio
El municipio cuenta con una gran plaza de mercado, en donde se expenden todos los productos de la región, y con una cantidad de supermercados distribuidos en los distintos sectores de la población. 
Los días de mercado, son los días lunes, jueves y domingos, siendo el más importante el del día domingo.

### Industria
En Miraflores, la mayoría de las pequeñas industrias se dedican a la fabricación de quesos, yogur, panela, marroquineria, en el Área textil se encuentran algunas fábricas de confección de ropa.
En la cabecera del municipio, en la vereda El Guamal se encuentra la Estación de Bombeo de OCENSA con una ampliación de más de 100.000 m, es la única planta que existe en todo el departamento de Boyacá. Gracias a las empresas contratistas, en el municipio hay buen dinamismo laboral generando importantes fuentes de empleo para los habitantes de toda la región.

### Sector financiero
En cuanto al sector financiero, la localidad cuenta con sucursales bancarias como:
- CB Banco de Bogotá
- Bancolombia
- Banco Agrario de Colombia
- Davivienda

Oficinas tales como:
- Cámara de Comercio de Tunja
- ICA
- EBSA
- ITBOY

## Turismo
El municipio de Miraflores cuenta con una gran biodiversidad de flora y fauna como también de una gran riqueza hídrica que embellece con sus lagunas, quebradas y cascadas. 
Lugares para visitar: Puente Colgante el Limonal, cascada de la Guacamaya,  cascada las Lajas, cascada la Chapetona, cascada Agua Blanca, cascada del Ombligo, cascada la Mocacia, laguna del Morro, laguna del Ramo y laguna Jatillo.
Lugares para visitar en la zona Urbana: -Parque principal, - Sendero ecológico el bosque, - Capilla de Santa Bárbara y - El Mirador.
Miraflores por sus hermosos paisajes se presta para el turismo de contemplación, relajación, fotografía, actividades como caminatas ecológicas, travesías, campamento y la práctica de deportes extremos como el rappel, torrentismo, puente tibetano, tirolesa, balsaje recreativo, canopy y arboling entre otros.

### Patrimonio cultural
El patrimonio cultural de todos los mirafloreños es diverso: la iglesia San Joaquín, la capilla de Santa Bárbara, el cementerio, el parque central, un hermoso bosque con árboles nativos, una plaza de mercado y todos los monumentos dedicados a insignes próceres de la patria. Además, el municipio cuenta con un museo paleontológico ubicado en el centro del municipio. También cuenta con La Casa de la Cultura "Eduardo Gómez Patarroyo".

### Eventos y festividades
- Feria de la chamba: festivo del mes de octubre, este año se realizará del 13 al 15
- Aguinaldo Mirafloreño: inicia el 7 de diciembre con el día de velitas, continúa del 16 al 24 con desfiles , carrozas y comparsas, 29 de diciembre se realiza la celebración del aniversario de Miraflores y el 31 culmínamos con la despedida del año viejo
- Feria equina grado b: festivo del mes de Marzo
- Festival de la cultura y la colonia Mirafloreña: semana del festivo de reyes del mes de enero
- Semana de la identidad Mirafloreña: finales de mes de junio y principios del mes de julio este año fue del 30 de junio al 4 de julio
- festival de las aves: primeros de septiembre
- Y muchos más actos culturales y deportivos durante todo el año.

### Gastronomía
La gastronomía y variada y apetitosa. En primer lugar, encontramos la "Chamba", que es el fruto típico de la región, la pulpa se utiliza para preparar deliciosos jugos, vinos, sabajón, yogur, dulces, mermeladas, masato e incluso productos de panadería, entre otros. Se debe agregar a esta lista,  el "alfondoque", un producto obtenido en uno de los puntos de cocción de la miel de la caña de azúcar,  la panela, el masato de arroz y de maíz, además los famosos amasijos: pan de maíz, envuelto de maíz, envuelto de mazorca tierna, envueltos de maíz pelado al horno, las mantecadas, arepas, almojábanas, yucos, las arenosas, como también la carne nitrada y oreada. 
Los domingos en la plaza de mercado se encuentra gran variedad de frutas y verduras frescas. Hay que mencionar, además, los ricos platos auténticos como el caldo de picado o pajarilla, lengua en salsa, morcilla, chorizos, asaduras con papas criollas fritas y la carne asada. La bebida típica es el guarapo y la chicha con las que se amenizan las moliendas, los bazares y las fiestas.

## Cultura
En esta zona existieron los Muiscas o Chibchas, los Achaguas de los Llanos y los Teguas, estos fueron pueblos organizados militar, social y teocráticamente
En el aspecto etnográfico, el grupo que habita esta región se caracteriza por su gran mestizaje hispano-chibcha y algunos aborígenes que habitan en los Llanos Orientales. Los hispanos Llegaron a la región en 1639, estructurándose el mestizaje.
Para hacer referencia a la identidad cultural, hay que mencionar lo débil que es la generalidad de los mirafloreños en este aspecto, puesto que son sensibles a cualquier expresión cultural. Aunque hay un buen número de mirafloreños dedicados a la música y cuentan con gran talento, los movimientos musicales más comunes en el municipio son foráneos; entre los cuales encontramos la música llanera, los corridos norteños, la ranchera, el vallenato y la guascarrilera entre otros, pero el movimiento musical autóctono que es "La Carranga", casi no tiene fuerza, encontramos dos agrupaciones que representan esta música y son "carrangomanía" y "Trío los Populares", este último representa la música tradicional campesina; tristemente las coplas de la molienda en un altísimo porcentaje se extinguieron.

## Educación
El municipio cuenta con tres colegios, uno de ellos es el Instituto Sergio Camargo, el cual tiene 3 sedes en la población. El área rural, también ha sido beneficiada con diversos centros educativos, donde asisten muchos de los alumnos que no pueden educarse en el pueblo por causa de la distancia.
- En la parte de educación superior está: 
  - Servicio Nacional de Aprendizaje SENA
  - Universidad Nacional Abierta y a Distancia UNAD

## Mirafloreños ilustres

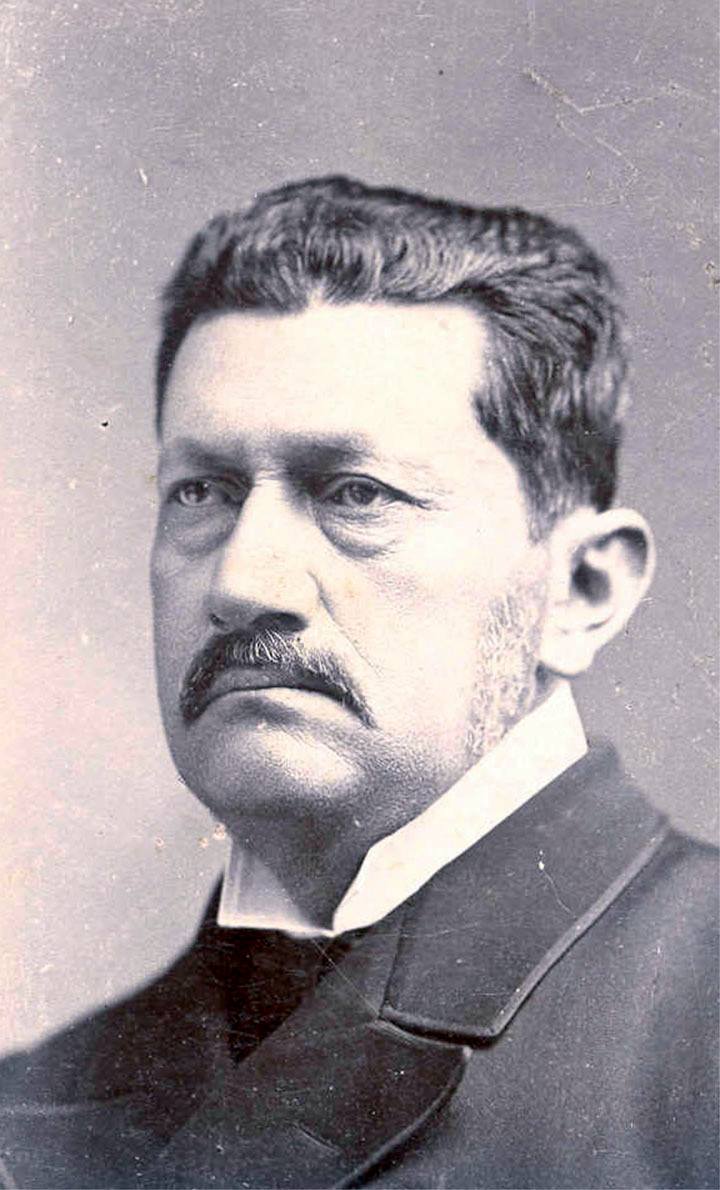
Manuel María de los Santos Acosta Castillo, Presidente de los Estados Unidos de Colombia entre 1867 y 1868.

El municipio de Miraflores ha sido cuna de artistas, literatos y personalidades que han alcanzado renombre nacional. Allí nacieron, entre otros, los siguientes intelectuales y artistas:
- Manuel María de los Santos Acosta Castillo (1827-1901), Presidente de los Estados Unidos de Colombia, de la llamada Generación Radical.(1867-1868), durante su administración se creó la Universidad Nacional de Colombia (22 de septiembre de 1867), se organizó el Archivo y la Biblioteca Nacional.

- José Ezequiel Rojas Ramírez (Miraflores, 13 de septiembre de 1804 - Bogotá, 21 de agosto de 1873) fue un ideólogo y político colombiano, recordado por ser el fundador del Partido Liberal Colombiano.

Participó en la conspiración septembrina contra Simón Bolívar, por cuanto fue desterrado.[cita requerida] Intentó regresar en 1830, pero la dictadura de Rafael Urdaneta se lo impidió. En 1832 consiguió tornar con éxito y es elegido representante a la Cámara por la provincia de Tunja, permaneciendo en el cargo hasta 1849. Llegó a ocupar la presidencia de esta corporación en 1835, 1844, 1845, 1847 y 1848.
Cuando fue desterrado, Rojas llegó a Francia donde conoció a Jean Say, un famoso ideólogo de economía política. Cuando regresa a Colombia formula teorías económicas basadas en el liberalismo de Betham y el catolicismo, llegando a formular en pleno siglo XIX una explicación del racionamiento de los agentes en el mercado, actualmente conocida como teoría de elección racional. Explicó las leyes del mercado en paralelo a las leyes de la ley de Dios. Su legado fue desconocido y ocultado cuando los conservadores retomaron el poder político e iniciaron su proyecto de Regeneración liderado por Rafael Núñez. 
- Jesús María Zamora (1875-1949), pintor y paisajista, denominado "Pintor del Centenario", recibió la orden de Boyacá en el grado de Caballero, además la medalla de oro por la obra "Patriotas en los Llanos" y la Paleta de oro por la obra "Paseo de los Andes".

- Gustavo Humberto Rodríguez  (Miraflores Boyacá, 1922–Bogotá, 2003). Doctor en derecho y ciencias sociales de la Universidad Libre (Colombia). Miembro de la Academia Colombiana de Historia, de la Academia Colombiana de Jurisprudencia, de la Academia Boyacense de Historia, del Instituto colombiano de derecho administrativo, y del Instituto Colombiano de Derecho Procesal. Fue Juez municipal, Juez de circuito, Fiscal de juzgado superior, Magistrado del tribunal superior de Bogotá, Magistrado del tribunal contencioso administrativo de Cundinamarca, Consejero de Estado, entre otros importantes cargos del orden departamental y nacional. Así mismo fue Decano de la Facultad de ciencias de la educación de la Universidad Libre, y docente de varias universidades. Autor, entre otros, de los siguientes libros de jurisprudencia: Pruebas penales colombianas, Derecho probatorio colombiano, Procedimiento penal colombiano, Procesos administrativos disciplinarios, Código fiscal de Boyacá. Autor de varias obras de historia política: Lengupá en la historia, Santos Acosta (libro con el cual obtuvo el Primer Premio Nacional de Historia, 1972), Benjamín Herrera, Olaya Herrera, y Boyacenses en la Historia de Colombia. A lo largo de su vida fue galardonado en varias ocasiones: Jurista Emérito, Bolivariano emérito, Honor al Mérito Boyacense. También fue miembro del Club Rotario y Masón.

- Eduardo Gómez Patarroyo (1932-2022). Estudió Derecho en Bogotá. Se especializó durante seis años en Literatura y Dramaturgia en Alemania. Fue asistente de dirección en el Teatro Berliner Ensemble (fundado por Brecht). Trabajó como colaborador cultural para América Latina en la emisora de la Deutsche Welle, en Berlín Occidental.Dirigió la sección de publicaciones de Colcultura. Fue coordinador de la oficina de publicaciones y de la revista Razón y Fábula, de la Universidad de Los Andes. Cofundador, junto con Pedro Gómez Valderrama y Arturo Alape, de la Unión Nacional de Escritores (UNEC) de la cual fue vicepresidente. Durante cerca de cuarenta años fue profesor de literatura europea en la Universidad de Los Andes. Profesor de la Universidad Javeriana, ENAD, Universidad Pedagógica y Universidad Nacional. Durante siete años dirigió la revista Texto y Contexto de la Universidad de Los Andes. Ha publicado los libros de poemas Restauración de la palabra (1969), El continente de los muertos (1975), Movimientos sinfónicos (1980), El viajero innumerable (1985), Historia baladesca de un poeta (1989), Las claves secretas (1998), Faro de luna y sol (2002), y La noche casi aurora (2012). Obra suya ha sido incluida en más de treinta antologías. Varios de sus poemas han sido traducidos al alemán, al inglés, al yugoslavo, al italiano y al francés. Es autor de varios ensayos y de numerosos artículos publicados en revistas y periódicos de Colombia y Europa. En el año 2013, la Editorial Común Presencia de Bogotá publicó su novela La búsqueda insaciable.

- Carlos Castillo Quintero (1966). Escritor, editor y director de talleres de escritura creativa. Ha publicado los libros de cuento Harem y otros 100 microrrelatos (Premio Libro de antología CEAB, 2023), Verano feliz y otros cuentos (Beca de creación CEPAC, 2021), Dalila Dreaming (2015), Espiral al Sur y otros relatos de la noche (Premio CEAB, 2013), Carroñera (2007), y Los inmortales (2000). Las novelas Hormigas de cristal (Beca de creación CEPAC, 2023), Peces de nieve (Beca de creación CEPAC, 2018), Gente rara en el balcón (Premio CEAB, 2016), y Alicia Cocaine (Premio Bienal U. Javeriana, 2016). Las antologías Brindis antes del alba / 20 cuentistas colombianos (2022), Sinfonía de los ocobos / Escritores del Lengupá (2015), Pisadas en la niebla / Nuevos cuentistas boyacenses (2010), y El placer de la brevedad / Seis escritores de minificción y un dinosaurio sentado (2005). Los poemarios Bitácora del fin / Antología personal (2020), Ab imo pectore / Antología personal (2010), Sin el azul del día (Premio CEAB, 2008), Rosa fragmentada (1995), Burdelianas (1994), y Piel de recuerdo (1990). Ha sido incluido en antologías y revistas literarias de Colombia, Venezuela, Argentina, Puerto Rico, Estados Unidos y España. Cuentos y textos suyos sobre Escritura Creativa han sido traducidos al inglés, francés, portugués y griego. Ha ganado varios premios entre los que se destacan: Premio de Novela CEAB, 2015. Premio Bienal de Novela Corta Universidad Javeriana, 2012. Premio Nacional de Cuento convocado por el Ministerio de Cultura y dirigido a directores de RENATA, años 2011 y 2012. Premio Nacional de Cuento Universidad Central, 2012. Premio Libro de Cuentos, CEAB 2012. Premio Libro de Poemas, CEAB 2007. Premio Nacional de Poesía Universidad Metropolitana de Barranquilla, 2002. En el año 2015 el Honorable Concejo Municipal de Miraflores Boyacá le otorgó la Medalla al Mérito Santos Acosta.

## Transporte
El municipio cuenta con un terminal terrestre ubicado en pleno corazón de la población, hay varias líneas que cubren las rutas a Tunja y Bogotá. Las empresas transportadoras intermunicipales: Los Delfines, Rápido Duitama, Concorde y Los Ocobos, son las cuatro líneas de buses más conocidas,  que nos permiten llegar a la capital y a cualquier lugar del país. Por otro lado, el municipio cuenta con una ruta especial a los Llanos orientales, haciendo más corto y fácil, el paso a esta región.

## Sector residencial
En cuanto al sector residencial, en Miraflores se ha incrementado la construcción.  Varios conjuntos residenciales hacen crecer cada vez más la población,  mejorando continuamente la calidad de vida de aquellos que habitan esta población.